# Base aérienne 136 Toul-Rosières
Pour les articles homonymes, voir Base aérienne 136.

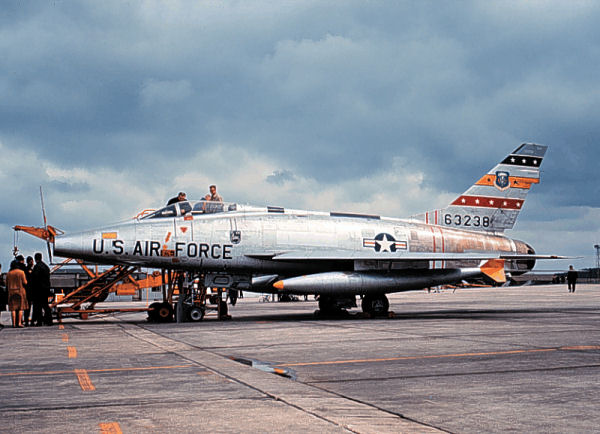
F-100D 56-3238 du commandant du 50th Tactical Fighter Wing à TRAB en 1958

La base aérienne 136 Toul-Rosières est une ancienne base aérienne de l'Armée de l'air française située sur le territoire des communes de Jaillon et Rosières-en-Haye, dans le département de Meurthe-et-Moselle, 
La base étendue sur 540 hectares avec un périmètre de 12 kilomètres jouxtait le village de Rosières-en-Haye et était située à une quinzaine de kilomètres de la ville de Toul.
La base 136 (code OACI : LFSL) est issue de celle initialement implantée à Bremgarten. Elle occupait depuis le 15 septembre 1967 l'emplacement de l'ancienne plateforme de l'USAFE construite en 1952 au titre de l'Organisation du traité de l'Atlantique nord connue sous le nom de Toul-Rosières Air Base (TRAB). 
Désaffectée en 2004, la base aérienne est reconvertie en centrale solaire photovoltaïque par EDF énergies nouvelles, d'une capacité de 135 MWc, fonctionnelle depuis 2012.

## L'insigne

### Héraldique
Écu en forme de bannière d'azur. En cœur, avion stylisé d'argent accosté en senestre du chef de deux chevrons de sinople, en dextre de la pointe d'une étoile à quatre branches inégales d'or et de sable.

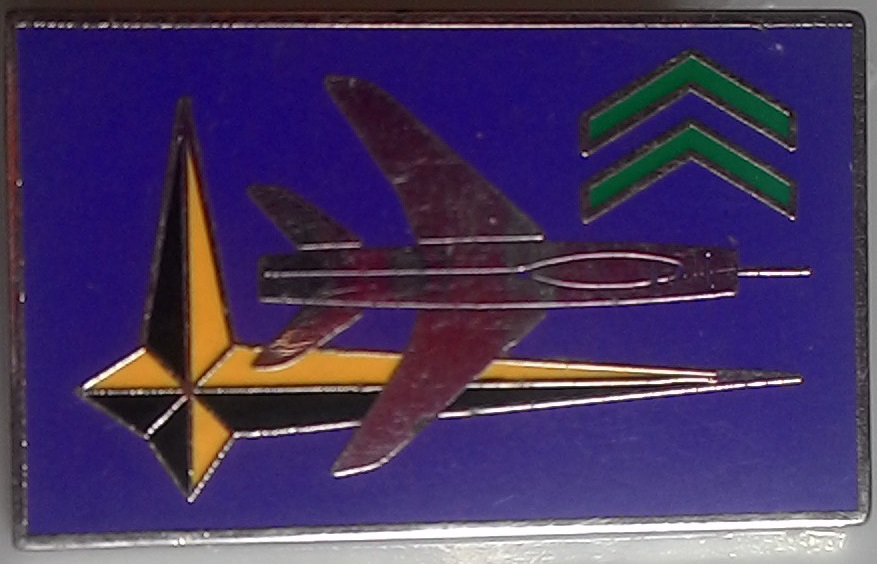
insigne de la base 136

### Description
L'insigne nous présente :
- à gauche, la rose de l'OTAN (les branches donnent le degré d'importance de la menace en provenance des points cardinaux à la création de l'insigne) ;
- plein centre l'avion en service à la création de l'insigne (le F-100 Super sabre) ;
- à droite les chevrons de la chasse (de couleur verte).

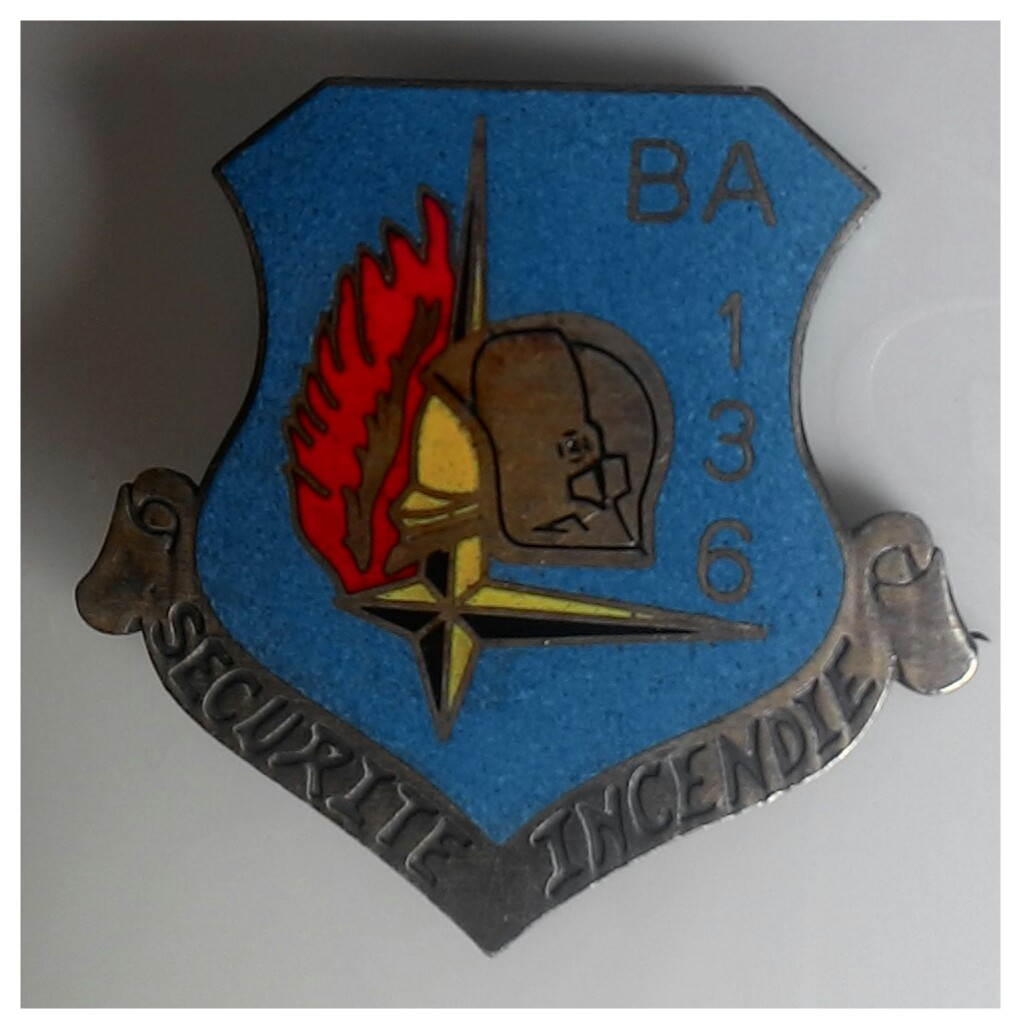
Insigne des pompiers de la base 136 SSIS

## Nom de baptême
La base aérienne 136 porte, depuis le 7 octobre 1988, le nom de Colonel Phelut, mort le 18 mars 1981 en service aérien, durant les manœuvres Airex-Datex.81.

## Unités aériennes stationnées
Comme pour sa base mère (Bremgarten), cette plateforme soutient la 11e Escadre de Chasse avec trois de ses quatre escadrons de chasses, le 1/11 Roussillon, le 2/11 Vosges et le 3/11 Corse.
Le quatrième escadron (Escadron de chasse 4/11 Jura), après un séjour à Base aérienne 188 Djibouti sera affecté à Bordeaux-Mérignac jusqu’à sa dissolution en 1992.

## Histoire

### Première Guerre mondiale
Un aérodrome est opérationnel à l'emplacement de la future BA136, dans la commune de Saizerais, dès la Première Guerre mondiale.
Les escadrilles françaises suivantes se sont succédé au terrain de Saizerais :
- SAL 1 "Escargot ailé" : du 1er juillet au 16 août 1916[3]
- SAL 17 : du 16 mai au 17 septembre 1916[4]
- MF 35 : du 13 juillet au 4 novembre 1917[5]
- AR 41 : du 5 novembre 1917 au 3 mars 1918[6]
- N 75 : du 25 mars au 10 avril 1917[7]
- SPA 89
- SAL 122 : du 21 janvier au 1er avril 1918[8]
- SPA 258

#### Rintintin
Les chiots Nénette et Rintintin rescapés d'un bombardement résident quelques mois sur la Base au côté du caporal américain Lee Duncan,

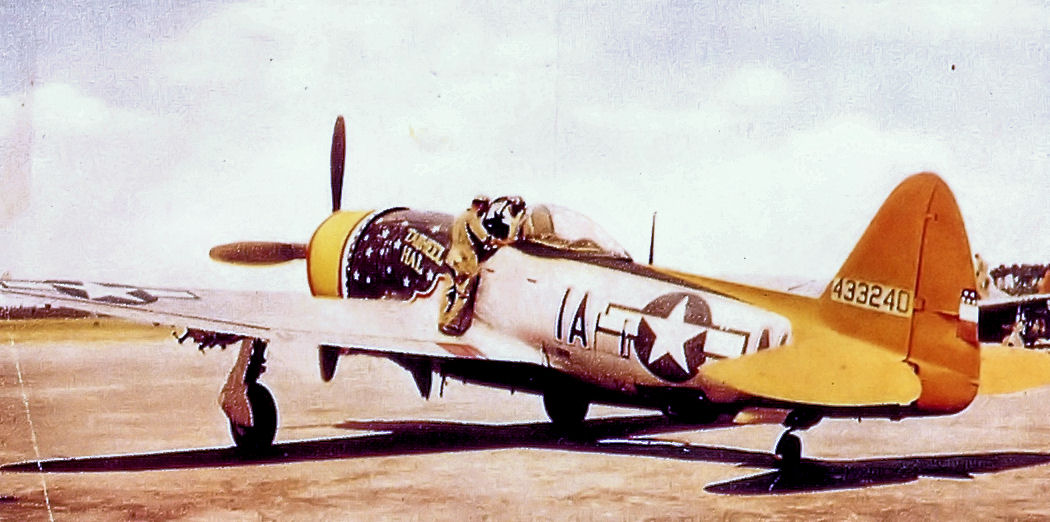
P-47D du 358th Fighter Group à Toul en janvier 1945.

### Seconde Guerre mondiale
À partir du 9 décembre 1944, la 9th Air Force installe les P-51 et P-47 des 358th, 50th et 27th Fighter Group sur ce qui deviendra plusieurs années après Toul-Rosières Air Base. Le terrain, surnommé « Rosy » est désigné par le code A98 et est équipé d'une piste en PSP de 1 500 mètres. Toul Air Base est rendue aux autorités françaises le 8 mai 1945.

### L'USAF
En 1951, la menace soviétique augmentant en Europe, l'OTAN décide la construction de nombreuses bases aériennes modernes en Allemagne et en France. Le terrain de Toul-Rosières est choisi pour la construction d'une base pour l'USAFE, notamment en raison de la longue histoire américaine en ce lieu.
La construction de la nouvelle base est planifiée en deux phases. La première consiste en la construction d'une base temporaire pour y baser le plus rapidement possible des unités volantes de l'USAFE. La construction d'infrastructures modernes est ensuite prévue en une deuxième phase, menés par les architectes Pierre Dufau et Grad Seelye.
Les travaux débutent en février 1951 avec la mise en place d'une voie ferrée pour le ravitaillement de la base. L'ancienne piste en PSP est remplacée en novembre 1951 par une piste bétonnée. Le chantier de terrassement pour la construction de la base est réalisé par le 15e régiment du génie de l'air en 1952.
Le 7412th Support Squadron est activé à Toul-Rosières en décembre 1951 pour la coordination des travaux de construction de la nouvelle base.

#### 117th Tactical Reconnaissance Wing

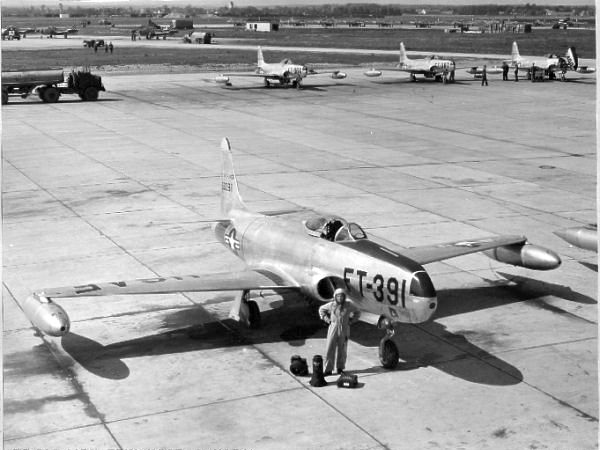
Lockheed RF-80C-11-LO Shooting Star 45-8391 du 160th TRS vu en 1952 à Neubiberg AB.

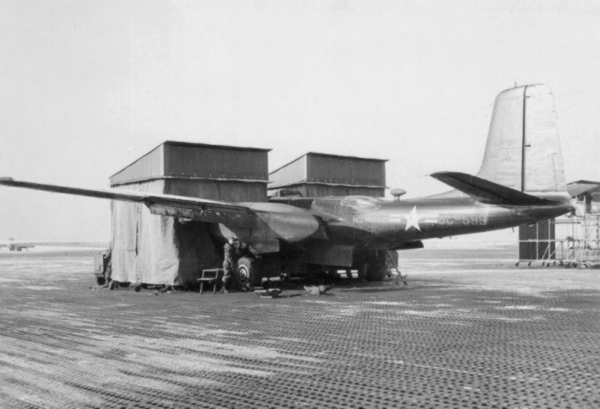
Douglas A/RB-26C-40-DT Invader 44-35599 du 112th TRS sous un « hangar de nez » en janvier 1953.

Le 117th Tactical Reconnaissance Wing quitte sa base de Lawson AFB en Géorgie pour s'installer à Toul le 27 janvier 1952. Le 117th TRW est composé de trois escadrons : le 160th TRS de la Garde nationale de l'Alabama, le 157th TRS de la Garde nationale de la Caroline du Sud et le 112th TRS de la Garde nationale de l'Ohio. Le 112th TRS est équipé de 15 RB-26C tandis que les 157th et 160th TRS volent sur 38 RF-80A. Chaque escadron possède également un T-33A de liaison et d'entraînement. Les RB-26 servent aux missions de reconnaissance nocturnes tandis que les RF-80 sont limités aux missions de jour.
Quand le 117th TRW arrive à TRAB (surnom donné à la base), la base est un véritable champ de boue. Aussi le commandant du wing, jugeant la situation dangereuse pour les opérations aériennes, décide de transférer les escadrons volants vers d'autres bases en Allemagne de l'Ouest, en attendant que la base de TRAB soit terminée. Le 157th TRS s'installe à Fürstenfeldbruck Air Base et le 160th TRS à Neubiberg Air Base. Les unités de commandement et de support du 117th restent à Toul. Le 112th TRS quant à lui part avec ses RB-26 pour Wiesbaden Air Base où il reste jusqu'en juillet 1952, date de son retour, pour peu de temps, à TRAB.
En effet, le 117th TRW, unité de la Garde Nationale est retiré du service actif le 9 juillet 1952.

#### 10thTactical Reconnaissance Wing
Le 10th Tactical Reconnaissance Wing est activé à Toul-Rosières AB le 10 juillet 1952. Il absorbe les matériels et personnels du défunt 117th TRW. Le 112th TRS devient le 1st Tactical Reconnaissance Squadron, le 157th TRS le 32nd Tactical Reconnaissance Squadron et le 160th TRS le 38th Tactical Reconnaissance Squadron. Les 32nd et 38th TRS restent avec leurs RF-80 à Furstenfeldbruck et Neubiberg.
Le 10th TRW reprend les missions du 117th TRW et déploie régulièrement ses appareils sous le ciel ensoleillé du Maroc. 
À la suite de l'une des nombreuses réorganisations de l'USAFE, le 10th TRW est transféré à Spangdahlem Air Base en Allemagne. Le 7412th Support Squadron est activé pour assurer la maintenance de la base de TRAB. Des unités de génie de l'US Army s'installent également sur la base pour terminer, avec des entreprises françaises, la construction de la base.

#### 465th Troop Carrier Wing

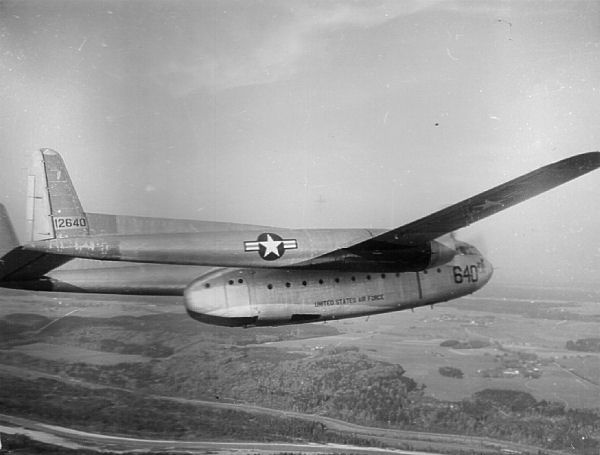
Fairchild C-119C-26-FA 51-2640 du 781st Troop Carrier Squadron en 1954.

Le 465th Troop Carrier Wing qui a été activé à Donaldson Air Force Base en février 1953, s'installe à Toul-Rosières en novembre 1953 avec ses trois escadrons : les 780th, 781st et 782nd Troop Carrier Squadrons. Le 465th TCW qui est affecté à la 12th Air Force et rattaché à la 322nd Air Division (Combat Cargo), vole sur 56 C-119C plus quelques C-47 et L-20A de support. 
Les travaux sur la base de Toul n'étant pas terminés, à leur arrivée en Europe, les escadrons sont temporairement basés en Allemagne : le 780th est à Rhein-Main Air Base, le 781st à Wiesbaden Air Base et le 782nd à Neubiberg Air Base. Ils s'installent enfin à TRAB en avril-mai 1954.
Le 465th TCW quitte définitivement Toul le 23 mai 1955 pour prendre ses quartiers à Evreux-Fauville Air Base.  
Le 7430th Air Base Squadron est alors activé  pour prendre en charge la base de Toul qui est mise en sommeil. Le 7430th ABS possède un C-47 et un L-20A Beaver.

#### 312th / 366th FBW
Entre 1954 et 1955, les F-86H Sabre du 366th Fighter Bomber Wing d'Alexandria Air Force Base en Louisiane et du 312th Fighter Bomber Wing de Clovis Air Force Base au Nouveau-Mexique effectuent des rotations sur la base de Toul-Rosières. Le Lieutenant-Colonel John B. England, commandant le 389th FBS du 366th FBW se tue dans le crash de son F-86H dans les bois proches de la base de Toul lors de l'un de ces déploiements. La base d'Alexandria AFB est renommée en son honneur, devenant England Air Force Base.

#### 50th Fighter Bomber Wing / Tactical Fighter Wing

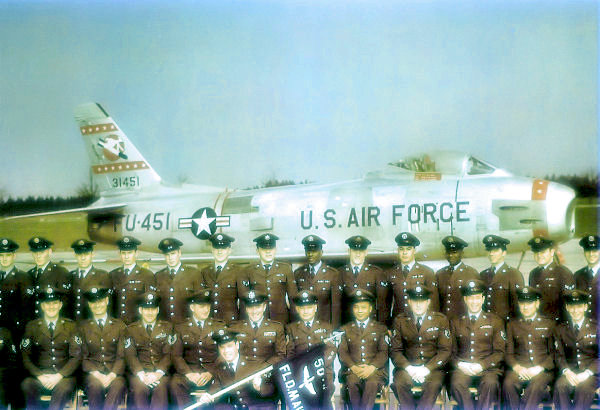
Pendant l'été 1956, les hommes du 50th Field Maintenance Squadron posent devant le F-86H-10-NH 53-1451 du 417th Fighter-Bomber Squadron.

Le 50th Fighter-Bomber Wing quitte sa base de Hahn Air Base le 17 juillet 1956 pour prendre possession des installations de la base de Toul-Rosières. Les 10th, 81st et 417th Fighter-Bomber Squadrons qui composent le 50th FBW sont équipés de 74 F-86H Sabre complétés des traditionnels C-47, L-20A et T-33A de support. Le commandant du 417th Fighter-Bomber Squadron n'est autre que Chuck Yeager, le premier homme à avoir franchi le mur du son.
Le 50th FBW a comme mission principale l'attaque nucléaire tactique.
À partir de mai 1957, les F-86 sont remplacés par 75 F-100D/F Super Sabre.
En 1959, le gouvernement français demande le retrait du sol français de tous les vecteurs et armes nucléaires étrangères, le 50th, qui a été rebaptisé 50th Tactical Fighter Wing doit quitter la France. Le 50th TFW quitte TRAB le 10 décembre 1960 pour retourner à Hahn AB.
Le 7514th Support Group est activé au départ du 50th TFW pour assurer la garde de la base de Toul ainsi que celles de Chambley, Chaumont, Etain et Phalsbourg. Le 7514th devient le 7544th Support Group le 1er janvier 1960.

#### Detachment 1,10thTactical Reconnaissance Wing
Le 10 octobre 1959, les 32nd et 38th Tactical Reconnaissance Squadrons appartenant au 10th TRW de RAF Alconbury sont affectés à la base de Toul pour former le Detachment 1, 10th Tactical Reconnaissance Wing.
Les RB-66C des 32nd et 38th TRS basés à RAF Alconbury, RAF Bruntingthorpe et RAF Chelveston effectuent des rotations de deux à quatre mois à Toul.

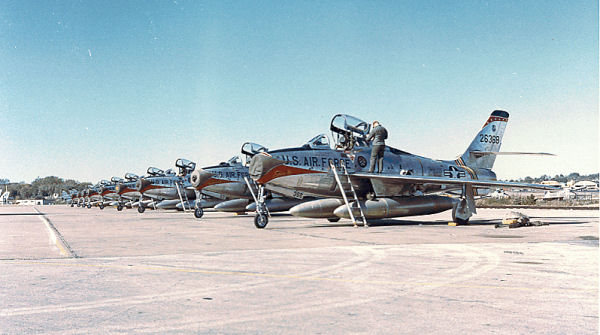
F-84F du 110th Tactical Fighter Squadron à TRAB pendant la crise de Berlin en 1961/1962.

Les appareils du 1st, 19th TRS joignent ceux des deux autres escadrons dans les rotations qui durent jusqu'en octobre 1965 et l'activation du 25th Tactical Reconnaissance Wing (auquel est rattaché le 19th TRS) à Chambley AB et du 26th Tactical Reconnaissance Wing à Toul.

#### La crise de Berlin
Dans la nuit du 12 au 13 août 1961, l'Allemagne de l'Est construit le Mur qui va séparer Berlin pendant trente années. En réaction, l'OTAN renforce ses forces en Europe. Le 1er octobre 1961, le 131st Tactical Fighter Wing est déployé à Toul-Rosières pour devenir le 7131st Tactical Fighter Wing (Provisional). Il est constitué des 110th TFS de Lambert Field (Missouri), 169th TFS de Peoria Municipal Airport (Illinois) et 170th TFS de Capitol Airport à Springfield (Illinois). Seul le 131st TFS est déployé à Toul, complété de deux autres escadrons d'autres Wings. 78 F-84F équipent le 7131st TFW(P).
Le 7131st TFW quitte Toul le 19 juillet 1962.

#### 26th Tactical Reconnaissance Wing

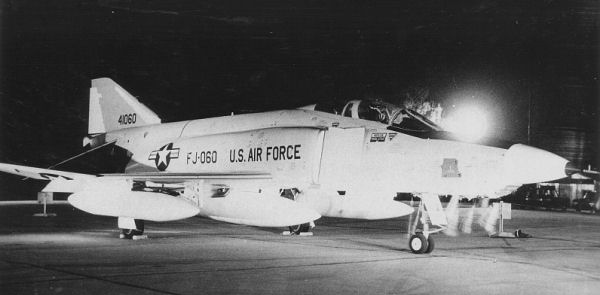
RF-4C-22-MC 64-1060 du 22d TRS de Toul

Le 1er juillet 1965, le 26th Tactical Reconnaissance Wing est activé sur la base de Toul, entraînant la dissolution du 7544th Support Group. Le 26th TRW est formé des 22nd TRS, auparavant basé à RAF Alconbury sur RB-66, et du 32nd TRS venant avec ses RF-101C du 66th TRW de Laon-Couvron Air Base.
À partir du 3 octobre 1965, les RB-66 et RF-101 sont remplacés par des RF-4C Phantom II. Un troisième escadron, le 38th TRS, rejoint le 26th TRW à Toul le 1er janvier 1966.

#### La fin de TRAB
Le 7 mars 1966, Charles de Gaulle annonce le retrait de la France du commandement intégré de l'OTAN et exige le départ de toutes les forces armées étrangères du territoire français. Le secrétaire d'État chargé de l'emploi, Jacques Chirac fait une annonce officielle : « Il est question de ramener sur la base de Toul-Rosières la 11e Escadre de Bremgarten. »
Une première délégation en provenance de Bremgarten se rend à Toul-Rosières le 21 décembre 1966 avec la délicate tâche d'engager les négociations avec les Américains.
Dès février 1967, des entreprises françaises sont requises pour effectuer les premiers travaux d'infrastructure rendus nécessaire pour l'arrivée des unités françaises.
Le 26th TRW est dissous à Toul le 5 octobre 1966 et redéployé avec les 38th et 32nd TRS à Ramstein Air Base. Le 22nd TRS est lui affecté à Mountain Home dans l'Idaho. 
Le 7544th Support Group est réactivé pour opérer la fermeture de la base de TRAB. Les couleurs américaines sont descendues pour la dernière fois à TRAB le 21 mars 1967. TRAB est fermée et un détachement de « MP » est désigné comme gardien de la base. Simultanément, un contingent de mécaniciens civils français, dirigé par un chef d'équipe américain reste à TRAB pour maintenir les installations en bon état.
Durant l'existence de la base, environ 5 000 enfants américains y sont nés.

### L'Armée de l'air française

#### Arrivée de la11eEscadre de chasse

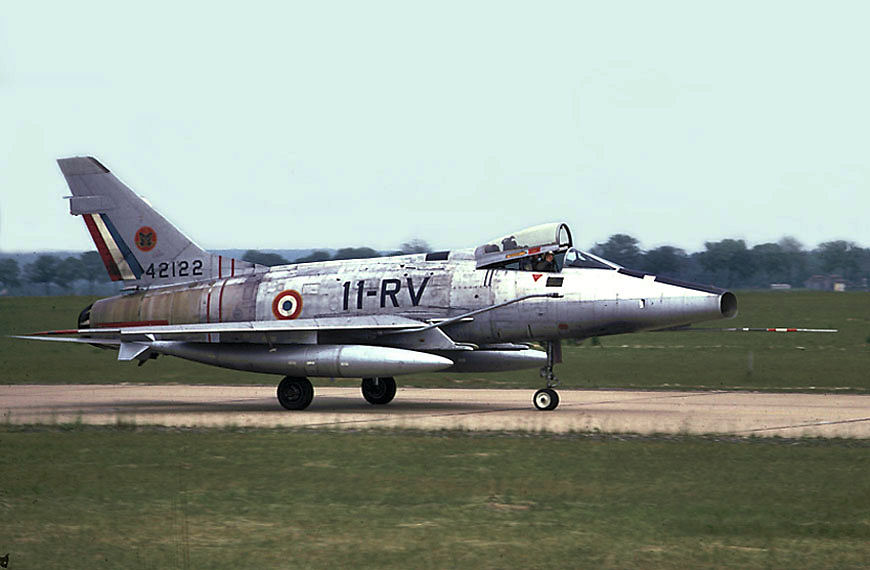
F-100D du 3/11 sur la base en 1970

Un premier échelon précurseur quitte la base de Bremgarten le 17 avril 1967 pour s'installer à Toul-Rosières. Le 15 mai, le lieutenant-colonel Espieux, accompagné de 150 hommes, prend le commandement provisoire de la base.
La mise en opération de la nouvelle BA 136 se fait rapidement. Un premier avion de liaison y atterrit le 30 mai 1967. L'échelon précurseur de la 11e Escadre de chasse commandé par le commandant Capillon rejoint le terrain de Toul le 24 juin 1967. Le 2 août 1967 les barrières d'arrêt (deux au nord, une au sud) sont déclarées opérationnelles, de même que le balisage de la piste, le 5 septembre 1967.

Le 14 septembre 1967 le commandant Ghesquiere, chef de la 11e Escadre de chasse est en tête de la première vague de 14 F-100 Super Sabre de l'escadre en provenance de Bremgarten.
Le lendemain, 15 septembre 1967, le colonel Chenet quitte ses fonctions à Bremgarten d'une manière officielle et prend le commandement de Toul-Rosières.

#### F-100 Super Sabre
La base aérienne 136 connait son premier accident aérien, le 25 septembre 1967, quand un F-100 de la 11e escadre de chasse utilise la barrière d'arrêt à l'atterrissage.

Un mois plus tard, le 23 octobre 1967, la base accueille en visite officielle, le ministre des armées Pierre Messmer.

Le 23 avril 1968, la patrouille des Vasco-Fox conduite par le capitaine Combriat effectue la 100 000e heure de vol sur F-100 au sein de l'Armée de l'Air.
- 23 avril 1968 :  [Quoi ?]

- 1er novembre 1968 : rénovation de la vigie terminée. Apparition du pupitre à trois postes en vue de simplification du travail des vigistes.

- 9 décembre 1969 : inauguration du nouveau hangar du GER.M.A.S. 15.011.

- 26 janvier 1970 : le réseau de téléphonie AIR-70 est inauguré par le général Simard.

- 1er mai 1970 : l'équipe technique F-100 numéro 19/011 est créée et rattachée au GER.M.A.S. 15.011.

- 7 juin 1970 : 1re Journée Portes Ouvertes (JPO) de Toul-Rosières.

- 10 septembre 1970 : fin des travaux de transformation de l'ancienne prison américaine en atelier de missiles Sidewinder.

- 25 janvier 1972 : la fillod[Quoi ?] de l'EVSVL (escadron d'entraînement au vol sans visibilité et de liaisons) est officiellement inaugurée.

- 13 avril 1972 : la BA 136 et le drapeau de la 11e EC participent aux honneurs qui sont rendus au Président de la République.

- 17 novembre 1972 : présentation au drapeau du premier contingent de VFE (Volontaires Féminines Engagées).

- 8 mai 1974 : présence d'un escadron anglais de Wildenrath en échange avec l'Escadron Ec 01.011. La lecture de l'ordre du jour est effectuée par le futur spationaute, le capitaine Patrick Baudry.

#### Jaguar
- 7 février 1975 : la fin d'exploitation arrive pour le F-100 Super Sabre avec l'atterrissage du premier Jaguar confié à l'EC 03/011.

- 4 septembre 1975 : inauguration officielle de l'Escadron Mobile d'Instruction (EMI) Jaguar de la base de Toul.

- 22 juillet 1976 : période de sécheresse en France. La ligne de chemin de fer de la base 136 est mise à contribution pour ravitailler, via la plate-forme de la base, les agriculteurs de la région.

- 25 juin 1977 : départ du dernier F-100 de la base pour le Musée de l'air et de l'espace du Bourget, cet appareil ayant effectué 205 000 heures de vol en France. Pilote : capitaine Zurlinden dit "Zur l'indien" ; mécanicien : sergent-chef Daviet dit "Dada".

- 24 avril 1978 : le 15e régiment du génie de l'air commence la réfection de la piste.

- 12 octobre 1978 : installation de l'usine de production d'oxygène liquide dans l'ancienne zone des caravanes près de l'ex prison américaine.

- 27 juillet 1979: inauguration de la nouvelle entrée de la base.

- 11 novembre 1979 : son excellence Léopold Sédar Senghor se pose à la base aérienne 136. Accompagné de Alain Poher, président du Sénat, le président du Sénégal reçoit les honneurs des deux compagnies et du drapeau de la 11eEC.

- 18 avril 1980 : par l'atterrissage en Jaguar du colonel commandant la BA 136, sur la piste de Chambley, est concrétisé le passage de cette base sous administration de celle de Toul-Rosières.

- 3 juillet 1980 : la base aérienne 136 est référente dans l'Armée de l'air pour l'armement guidé laser (AGL). Début de la construction du dépôt d'alerte d'escadre, de l'atelier SCAMP et du hall pyrotechnique.

- 15 février 1981 : destruction de l'ancien hôpital américain par le génie de l'Air. Cette bâtisse servait d'infirmerie à la base aérienne 136 depuis son arrivée à Toul-Rosières.

- 1er juin 1981 : est créée à la base, la Section de Défense Sol Air (SDSA). Son matériel est entreposé dans le bâtiment HB2 (prolongement de l'ERT), les bureaux sont installés au PC3. Rattachée à l'escadron de protection au plan fonctionnel, la section dépend, pour emploi, des Moyens Opérationnels (MO 05/136). Ce canon de 20 mm est conçu pour répondre à l'attaque à très basse altitude d'avions à grande vitesse.

- 3 mars 1982 : création de l'Escadron de Missile Sol Air (EMSA) 08.950 Woevre.

- 14 juillet 1982 : après une sélection effectuée par le commandant de la base, le personnel de la base aérienne défile sur les Champs-Élysées, à Paris, devant François Mitterrand, Président de la République.

- 13 janvier 1984 : le GER.M.A.C. 16.136 reçoit son insigne, trait d'union entre les personnes, favorisant la cohésion de l'unité.

- 15 octobre 1985 : Paul Quilès se fait présenter l'Armée de l'air au site de Toul-Rosières. Une conférence suit cette présentation, en présence de la presse écrite et radiodiffusée.

- 19 février 1986 : premier coup de pioche, donné par le commandant de la BA 136, pour la construction du nouveau bâtiment de piste de l'Escadron 01/011.

- 24 juin 1986 : inauguration du nouveau centre émission de la base.

- 6 juillet 1987 : la piste de Rosières est fermée à la circulation aérienne. L'ensemble du balisage de piste est changé ainsi que les barrières d'arrêt.

- 27 juin 1988 : le ministre de la défense, Jean-Pierre Chevènement, se fait présenter l'Armée de l'air. Pour cette occasion, toutes les composantes de l'Armée de l'air ont rendez-vous sur place.

- 7 octobre 1988 : la base aérienne 136 est baptisée du nom de l'un de ses anciens commandants de base ; elle s'appelle base aérienne colonel Georges Phelut.

- 22 décembre 1989 : inauguration de la semaine base[Quoi ?].

- 1er février 1991 : Pierre Joxe choisit Toul-Rosières comme base pour l'opération Daguet dans la première guerre du Golfe, pour sa première visite d'une unité de l'Armée française.

- 12 février 1991 : le colonel Nicolas inaugure la nouvelle centrale électrique de la base aérienne 136.

- 5 mars 1991 : les premiers Jaguar rentrent de la guerre du Golfe.

- 13 mai 1991 : le commandant de la BA 136 coupe à la baïonnette le ruban inaugural des nouveaux locaux de l'escadron de protection 42.136.

- 18 novembre 1991 : débuté le 3 juillet 1991, le projet d'informatisation du SMC est terminé le 18 novembre conformément aux prévisions. Les 60 000 pochettes[Quoi ?] sont informatisées.

- 26 et 27 août 1992 : à l'occasion du traité des Forces Conventionnelles en Europe (FCE), une délégation tchécoslovaque se rend en inspection sur la BA 136.

- 20 juin 1993 : 25 000 personnes se rendent à l'invitation de la base pour découvrir l'Armée de l'air lors de la Journée portes ouvertes (JPO).

- 8 avril 1994 : inauguration du nouveau poste de police à l'entrée principale de la base. Construction datant de la période américaine, le poste de police demandait une rénovation totale.

- 24 juin 1994 : une cérémonie militaire se déroule à la base, la 11e Escadre de chasse est dissoute ainsi que l'Escadron 01.011 Roussillon.

- 14 décembre 1994 : à 8 h 55, Véto 101 ne répond plus. Le Jaguar biplace à bord duquel le colonel commandant la base a pris place vient de s'écraser dans l'axe principal du village de Diane-Capelle. Les deux pilotes se sont éjectés, vivants.

- 27 avril 1995 : le nouveau Tacan est inauguré, le lendemain un radar Aladin est mis en place en remplacement du Centaure qui part pour quelques mois de maintenance.

- 31 mai 1995 : la base accueille neuf Mig-29 Fulcrum de la Bundesluftwaffe à l'occasion d'un retour d'une campagne d'entraînement.

- 1er septembre 1995 : l'escadron de défense sol air 08.950 Woevre est dissout, avec ses deux sections de Crotale.

- 22 septembre 1995 : début de la semaine de TAM 95 à la base de Toul-Rosières. L'ensemble des Blue Force stationnent à la BA 136. Appareils : 24 F-16, 8 F-15, 4 Mirage F1.

- 29 mars 1996 : le fameux bus jaune de l'émission Va Savoir est à la base. Gérard Klein y enregistre un épisode de sa célèbre émission.

#### La fermeture
- 31 mai 1996 : l'Escadron 02/011 Vosges ferme ses portes. Le général commandant le C.FAC enroule le fanion et le remet au Service Historique de l'Armée de l'air (le SHAA).

- Avril 1997 : la base renoue avec l'activité aéronautique, l'escadron de chasse 2/3 Champagne de la BA 133 de Nancy y stationne pendant plus d'une année, le temps de la rénovation de son hangar.

- 9 juin 1997 : inauguration officielle de la stèle en mémoire de la 11e escadre de chasse et de ses diverses unités.

- 25 juin 1997 : dissolution de l'Escadron 03/011 Corse, Le fanion de celui-ci rejoint ceux des 01.011, 02.011 et 04.011 au Service Historique de l'Armée de l'air.

- 18 juillet 1997 : la section de défense sol-air rend son fanion, la base aérienne 136 n'ayant plus aucune unité aérienne.

- 6 décembre 1997 : assemblée générale constituante de l'Amicale des Anciens de la 11e Escadre de chasse.

- 1er septembre 1998 : naissance du Détachement Air (DA) en lieu et place de la Base Aérienne 136 (BA).

Le seul locotracteur Schneider restant connu était le Monument aux Morts du 15e régiment du génie, lien avec les sapeurs de la voie de 60 morts au combat[Quoi ?] et continuité entre les canonniers des 68e et 69e régiments d'artillerie à pied, les Sapeurs des Chemins de Fer des 68e régiment du génie, les Sapeurs de Chemins de Fer du 15e régiment du génie et les Sapeurs de l'Air du 15e régiment du génie de l'air. Il a été déplacé, en juillet 1998, et reconstitué par l'amicale des anciens de ce régiment au site de Toul-Rosières, emprise militaire occupée par le détachement air (DA) 136. Le 15e RGA étant dépositaire des traditions des unités de la voie de 60, le locotracteur a été placé auprès du monument aux morts du DA 136 ; il perpétue le souvenir de ce régiment. L'amicale des anciens du 15e RGA conservait la responsabilité du site. Elle a cédé ce matériel au ministère de la défense, il est confié au 5e régiment du génie, à l'époque à Versailles, dissous depuis le 10 juin 2010.
- 19 mars 1999 : aliénation de la voie ferrée et du pont d'Avrainville par la 5e COGA. Ces travaux entraient dans le cadre de l'accord qui stipulait que les lieux devaient être remis conformes à l'origine.

- 26 décembre 1999 : la tempête s'est également abattue sur le Détachement Air. Des arbres couchés, des bâtiments sans toiture, le dépôt de munitions n'a plus de clôture.

- Au début de l'année 2000, le démantelement du Détachement Air 136 débute. Cette opération est effectuée selon un calendrier précis.
  - Dans un premier temps : recensement des sites pollués. Les installations américaines de l'ancien carré des affaires[Quoi ?] sont toujours présentes.
  - Dans un second temps : évaluation du coût de la dépollution. Les constructions de 1952 comportent de l'amiante à enlever.

- 1er juillet 2000 : le terrain de Toul-Rosières est à compter de ce jour interdit à la circulation aérienne.

- Octobre 2000 : début du démontage du silencieux d'essais des réacteurs.

- Juin 2001 : les anciennes cuves sont vidangées puis démontées.

- Octobre 2001 : opération de nettoyage de l'ancienne aire à feu des pompiers. Deux carcasses de Mirage III sont enlevées.

- 7 juin 2002 : l'antenne du Tacan est démontée.

- Octobre 2002 : le centre d'émission fait l'objet d'un grand nettoyage.

- 21 juin 2004 : dissolution du Détachement Air 136.

- 31 août 2004 : fermeture officielle du site et départ du personnel. La 5e Compagnie Opérationnelle du Génie de l’Air (COGA) est également dissoute. Son centre d’instruction est donc transféré à Istres.

## Situation transitoire
Désactivée au mois d'août 2004, et en attendant la réaffectation du site à la production d'électricité, l'ancienne base a accueilli deux événements de masse : le teknival du 1er mai 2007 et le rassemblement évangélique tzigane Vie et Lumière en 2008.
Elle accueille : 
- les régiments de l'Armée de terre pour lesquels elle est un terrain de complément pour l'entraînement et l'instruction ;
- les stages de formation des fusiliers-commandos de l'Armée de l'air ;
- des journées d'instruction des compagnies républicaines de sécurité (CRS) de Lorraine ;
- des journées de formation du service de déminage de la protection civile ;
- trois sociétés civiles ayant contracté une autorisation d'occupation temporaire.

## Centrale électrique (photovoltaïque)
Via sa filiale EDF-EN (Énergies Nouvelles), EDF a investi 430 millions d'euros pour construire, sur l'ancienne base désaffectée en 2004, la plus grande centrale solaire photovoltaïque de France. 120 hectares sont couverts de panneaux photovoltaïques pour produire une puissance de 135 MWc (MW en crête), soit l'électricité nécessaire pour alimenter une ville de 60 000 habitants (équivalence par rapport à la consommation moyenne d'un habitant). Les travaux se sont déroulés en deux tranches, à l'automne 2011 pour la première.
Évalué à 8,4 millions d'euros, le terrain de Toul-Rosières sera loué par EDF-Énergies nouvelles au ministère français de la Défense, dans le cadre d'un bail de vingt-deux années. Le loyer annuel s'élève à environ 1 million d'euros. First Solar a été choisi pour fournir les panneaux photovoltaïques à couches minces.
Une partie du site sera reboisée et quelques installations seront conservées afin d'y conserver l'histoire de cette ancienne base, de l'OTAN et française, avec notamment l'exposition d'avions militaires.